# アトラクティエラ綱
アトラクティエラ綱（アトラクティエラこう）（学名：Atractiellomycetes）とは、サビキン亜門に属する菌類の一群である。下位分類としてアトラクティエラ目のみを含む単型の綱で、その下に3科10属58種を置く。